# Esenbeckia irwiniana
Esenbeckia irwiniana är en vinruteväxtart som beskrevs av R.C. Kaastra. Esenbeckia irwiniana ingår i släktet Esenbeckia och familjen vinruteväxter. Inga underarter finns listade i Catalogue of Life.